# Analiza radiochemiczna
Analiza radiochemiczna – zbiorcza nazwa metod analitycznych prowadzących do ustalenia składu substancji promieniotwórczej na podstawie emitowanego przezeń promieniowania.